# أنيثول
أنيثول مركب عضوي يستخدم كمادة منكهة وكزيت عطري ينتمي لمجموعة من المركبات تسمى بالفينيل بروبين الأنيثول من المنتجات الطبيعية المتواجدة في بعض النباتات كاليانسون.